# Леунов, Александр Владимирович
Алекса́ндр Влади́мирович Леу́нов (укр. Олександр Володимирович Леунов; 31 декабря 1987, Малая Рыбица — 16 марта 2022, Каменка) — украинский военнослужащий, старший сержант, участник российско-украинской войны. Герой Украины (8 июля 2023, посмертно).

## Биография
Александр Леунов родился 31 декабря 1987 года. С началом войны на востоке Украины неоднократно активно участвовал в АТО и ООС: нес военную службу в Авдеевской промзоне, населённом пункте Зайцево и других горячих точках в составе 81-й отдельной аэромобильной бригады ДШВ ВС Украины. За это время он был трижды ранен, но от эвакуации постоянно отказывался и оставался на позициях вместе со своим подразделением. Нес военную службу в должности командира отделения аэромобильно-десантного взвода 90-го отдельного аэромобильного батальона имени Героя Украины старшего лейтенанта Ивана Зубкова 81-й отдельной аэромобильной бригады десантно-штурмовых войск Вооружённых Сил Украины.
16 марта 2022 года выполнял боевое задание в районе села Каменка Изюмского района на Харьковщине. По заявлениям украинских СМИ, принимал участие в боях в составе находившейся в резерве 3-й аэромобильно-десантной роты в окрестностях города Изюм. Как отмечают украинские СМИ, старший сержант Александр Леунов «отчаянно и умело руководил действиями подразделения, профессионально и грамотно управляя действиями взвода, организовал огненное поражение противника, не давая возможности россиянам протиснуться вперед». Благодаря ему не было допущено окружение украинских войск противником. Однако, в результате прямого попадания из танка по БТР-80, где он находился, Александр Леунов получил ранения несовместимые с жизнью. Отпели погибшего военнослужащего 27 июля 2022 года в Свято-Воскресенском храме ВЦУ города Корец в Ровенской области.

## Награды
- Звание «Герой Украины» с удостоением ордена «Золотая Звезда» (8 июля 2023, посмертно) — за личное мужество и героизм, проявленные в защите государственного суверенитета и территориальной целостности Украины, верность военной присяге[3].